# Бранко Петрановић
Бранко Петрановић (Цетиње, 31. октобар 1927 — Београд, 17. јун 1994) био је српски историчар и универзитетски професор. Петрановић је био доктор правних и историјских наука.

## Биографија
Рођен је 31. октобра 1927. године на Цетињу, где је и завршио основну школу. После рата завршио је Правни факултет Универзитета у Београду (1950), а потом и Филозофски факултет (1956) на истом универзитету. Докторирао је на Правном факултету 1962. Ванредни професор Филозофског факултета у Београду постао је 1969. а редовни 1975. године.
Предавао је историју Југославије и бавио се изучавањем најновије историје југословенских народа. Његов приступ овој историографској тематици значајно је утицао на новије генерације истраживача југословенске историје.
Од 1988. до 1990. године, био је стручни консултант на документарним серијалима који су се бавили Краљевином Југославијом од 1918. до 1945. године.
Преминуо је 17. јуна 1994. године. Сахрањен је на Новом гробљу у Београду.